# وزارة الداخلية (المالديف)
وزارة الداخلية هي جزء من الفرع التنفيذي المالديفي المسؤول عن الحفاظ على القانون والنظام في جزر المالديف على المستوى الوطني. تم استحداتها في عام 1965 بعد استقلال جزر المالديف في عهد الرئيس إبراهيم ناصر، الرئيس الثاني لجزر المالديف.

## وكالات

### خدمة شرطة جزر المالديف
ظهرت خدمة شرطة جزر المالديف لأول مرة في جزر المالديف بموجب قانون أنشئ في 29 مارس 1993 في عهد الرئيس مأمون عبد القيوم . كان الجيش مسؤولاً عن حفظ القانون والنظام قبل إنشاء قسم الشرطة. تم تقديم أول شرطة منذ ما يقرب من 70 عامًا من قبل محمد شمس الدين الثالث.

### دائرة إصلاحية جزر المالديف
تأسست إصلاحية جزر المالديف في 31 ديسمبر 2013 وقّعها الرئيس عبد الله يمين ليصبح قانونًا. من المفترض أن تحافظ على مرافق السجن وتجعل السجون مكانًا أكثر أمانًا لجميع النزلاء. لقد كان جزءًا من الخلافات أنهم لا يعاملون جميع السجناء معاملة متساوية، على الرغم من أنهم نفوا هذه الادعاءات.

### دائرة جمارك جزر المالديف
تأسست دائرة الجمارك في جزر المالديف (MCS) ككيان قانوني منفصل ومستقل عن الخدمة المدنية بموجب قانون جمارك جزر المالديف الذي تم التصديق عليه في 11 مايو 2011. تتمثل المسؤوليات الرئيسية للمنظمات في تنفيذ جميع الأنشطة الضرورية المتعلقة بالجمارك فيما يتعلق باستيراد وتصدير البضائع من وإلى جزر المالديف والاحتفاظ بجميع الحسابات المعنية وتشغيل وإدارة أنشطة تحصيل رسوم الاستيراد ورسوم التصدير.